# 黄易 (作家)
黃易（1952年3月15日—2017年4月5日），原名黃祖強，香港武俠及玄幻作家。 黃易畢業於香港中文大學藝術系，主修中國美術史，後任職香港藝術館助理館長，參與文化藝術推廣工作。
其代表作《尋秦記》開創穿越題材先河，被譽為華語文學界的重要里程碑，影響後世同類創作。 其他作品如《大唐雙龍傳》、《覆雨翻雲》及《邊荒傳說》亦廣受歡迎，多次改編為電視劇、漫畫及電子遊戲，對華語流行文化影響深遠。 黃易擅長融合歷史、科幻與武俠元素，創造獨特敘事風格，深受讀者喜愛。
2012年，黃易獲香港藝術發展局頒發「年度最佳作家獎」，肯定其對文學及文化界的貢獻。 2017年，黃易因中風逝世，享年65歲，其作品至今仍為武俠與玄幻文學的重要經典。

## 生平
黃易出生於香港，有四位兄弟姐妹，他排行第三，有二位姊姊及一位弟弟；童年於香港新界的郊區長大，非常受到外祖父的疼愛，父親是海員長年不在家，母親帶著子女與外公、外婆同住。外公當時為大廈管理員且是個武俠迷，這點影響黃易很深，所以黃易在小學時就愛讀外公租來的武俠小說，像是臥龍生、司馬翎、金庸、古龍等書無所不看；童年時的黃易也常和家人上山去玩，也形成他熱愛自然的性格。他曾讀過四間中學，在中四至中五期間就讀佛教大雄中學（1971年畢業）。後來在香港中學會考中以取得兩科A級成績（中國語文和中國歷史）轉讀九龍華仁書院預科課程。
進入香港中文大學藝術系之前，黃易曾在入學試經濟與公共事務一科中取得A級成績，但他試前從來沒有讀過，而且在考試前一天才向一位同學詢問溫習重點。之後黃易在系上認識影響他一生的老師——丁衍庸。黃易少時立志成為畫家，香港中文大學藝術系畢業（1977年，二級榮譽（乙等一級），新亞書院），專攻中國傳統繪畫。1977年憑藉其繪畫的《樟樹灘》畫作獲得獲得香港中文大學藝術獎項「翁靈宇藝術獎」。當時他還副修心理學。
1977年大學畢業之後，黃易曾經在九龍的一所中學擔任一年教師，主教英語和美術。之後放不下對藝術的愛好，於是在1979年進入了香港藝術館任職，曾任香港藝術館助理館長，在香港藝術館中任職了十年，後來自認火候未足，因而轉向寫作。
黃易自少愛看武俠小說，適逢其時《武俠世界》雜誌刊載武俠小說徵稿啟事，黃易遂寫了生平第一部武俠小說《破碎虛空》投稿，順利獲得刊載，《荊楚爭雄記》、《覆雨翻雲》第一卷也在該雜誌刊載，開啟了黃易的寫作生涯。為了讓自己的小說順利出版，黃易請人向各出版社請求出版卻是四處碰壁，後來博益出版社編輯李國威建議黃易創作科幻小說，黃易的第一部科幻小說《月魔》也隨之問世。與博益有了合作關係後，黃易出版了一系列以凌渡宇為主角的科幻小說。
1989年，黃易辭職放棄藝術館工作，並遷至大嶼山專心創作，開展其作家生涯。因不甘心武俠小說市場沒落，於1991年自行成立「黃易出版社」，由太太郭淑芬打理，並用心寫出《覆雨翻雲》，以為日趨沒落的武俠小說注入活力。平時興趣廣泛，尤以遊戲機為甚。1991年創立黃易出版社後，將筆下小說分為「玄幻系列」和「異俠系列」出版，至終仍持續創作。
2006年完成《雲夢城之謎》後，黃易決定洗手封筆，但在2012年因愛犬辭世，黃易封筆5年後決定重新投入文字創作，給自己和老婆事情做做，作品《日月當空》除出版外，亦登陸大陸盛大旗下的起點中文網（現為騰訊旗下網站），起點中文網除買下黃易新作《日月當空》在中國大陸的電子版權和紙質圖書出版權，並簽下了黃易全部作品的大陸版權，這是黃易第一次正式授權中國大陸互聯網發表出版他的作品。之前中國大陸互聯網上所有的黃易作品，均屬盜版。同年獲得第七屆「中國作家富豪榜年度武俠宗師」獎項，2014年作品因「淨網運動」下架。
2008年開始，他將名下所有作品授權給中華網龍遊戲公司，開發《黃易群俠傳Online》等線上遊戲作品。
2017年4月5日，黃易因中風病逝於醫院，享年65歲。在2017年5月7日於寶福紀念館出殯。
2015年11月推出的《盛唐三部曲》第三部《天地明環》（預計2017年7月上旬出版第十九、二十卷，下旬出版廿一、廿二卷）是其遺作。

## 影響
連續多年（2010－2016）蟬聯台灣全國圖書館借閱率最高的作家。
黃易寫的《尋秦記》、《大唐雙龍傳》、《大劍師傳奇》、《破碎虛空》、《星際浪子》是網絡小說的鼻祖。《尋秦記》是首部有「穿越」概念的武俠小說，即現代人回到過去時空。目前中國大陸絕大部分網絡小說都是以「穿越」為主題。另80年代古龍成立的寶龍電影公司，參與編劇的電影《再世英雄》更是穿越電影的鼻祖。另外，黃易發表的《破碎虛空》、《星際浪子》融合現代物理學理論和武俠元素，亦成為現時網路武俠、玄幻和仙俠小說的慣常套路。

## 逸事
因為喜歡玄學及《易經》中的「日月為易」的概念，所以他將筆名定為「黃易」（粵音讀「皇亦」）。1989年辞职隐居香港大屿山专心创作，平時的娛樂是打遊戲機。

## 作品
黃易初出道時，尚未摸索出寫作方向，本來打算走武俠小說的路線，但當年博益出版集團的編輯李國威不贊成走這條路，對他說：「你寫武俠小說，能勝過金庸嗎？能勝過古龍嗎？」當時倪匡的科幻小說大行其道，李氏遂建議黃易把科幻和武俠結合，開創玄幻武俠小說系列，結果大受讀者歡迎，开创了玄幻武侠小说一派。
黃易曾說其風格主要受金庸、司馬翎影響，其中以司馬翎影響最大，黃易所重視的精神與氣勢，即是受到司馬翎的影響，兩者之間的不同處，是黃易更著重於玄幻。
黃易小說的主要特色為將武俠與玄幻結合，書中角色所追求的最高境界乃「藉武道窺天道」，勘破生死之祕。其作品又以廣泛融合建築、園林、地理、易理、藝術、軍事、歷史等知識著名，反映出黃易本人多才多藝。
黃易的異俠小說以《覆雨翻雲》、《大唐雙龍傳》流傳甚廣，玄幻小說中，《尋秦記》乃其中的佼佼者。
部分作品（如《大劍師傳奇》）曾在《東方日報》、《新報》連載。
黃易某些創作的特色是書中情色的描寫，黃易嘗自言情色是他寫作生涯中的實驗與嘗試，而此一特色在《大唐雙龍傳》中已不復見。黃易後來所作的修訂版亦將多處情色描寫予以刪除。不過在其遺作《盛唐三部曲》（《日月當空》、《龍戰在野》、《天地明環》）中仍有一些情色描寫，而媚術在《大唐雙龍傳》、《邊荒傳說》、《盛唐三部曲》的反派中亦有一定作用。
黃易小說中，不少女角名字都帶有「紀」字，如《覆雨翻雲》的紀惜惜、《尋秦記》的紀嫣然、《邊荒傳說》的紀千千、《封神記》的芙紀瑤、《盛唐三部曲》的紀干等，原因不明，且並無深究之必要。

### 博益出版
時間約是1987年－1995年。
| 年份 | 書名         | 出版社 | ISBN |
|      | 《月魔》     |        |      |
|      | 《上帝之谜》 |        |      |
|      | 《光神》     |        |      |
|      | 《湖祭》     |        |      |
|      | 《异灵》     |        |      |
|      | 《兽性回归》 |        |      |
|      | 《圣女》     |        |      |
|      | 《烏金血劍》 |        |      |
|      | 《超脑》     |        |      |
|      | 《浮沉之主》 |        |      |
|      | 《尔国临格》 |        |      |
|      | 《诸神之战》 |        |      |

### 黄易出版社
1991年成立黃易出版社，出版至今。
| 年份                  | 書名                                                                    | 出版社                                   | ISBN |
| 1997年7月             | 玄幻系列 《超級戰士》兩卷                                               |                                          |      |
| 1992年9月－1994年2月  | 《大剑师传奇》十二卷                                                    |                                          |      |
| 1993年4月             | 《幽灵船》一卷                                                          |                                          |      |
| 1994年7月             | 《龙神》一卷                                                            |                                          |      |
| 1994年3月             | 《域外天魔》一卷                                                        |                                          |      |
| 1995年7月             | 《迷失的永恒》一卷                                                      |                                          |      |
| 1994年7月             | 《灵琴杀手》一卷                                                        |                                          |      |
| 1997年1月             | 《时空浪族》兩卷                                                        |                                          |      |
| 1994年8月－1995年11月 | 《星际浪子》十卷                                                        |                                          |      |
| 1994年7月－1996年7月  | 《寻秦记》 港版二十五卷 修訂珍藏版六卷 臺灣時報版七卷                   |                                          |      |
| 2006年7月12日         | 《雲夢城之謎》 港版六卷 臺灣時報版四卷                                  |                                          |      |
| 2008年4月9日          | 《封神記》 港版十二卷 臺灣時報版四卷                                    |                                          |      |
| 1988年11月            | 異俠系列《破碎虛空》（三卷）                                            | 初版由博益出版集團有限公司               |      |
| 1990年8月             | 《荆楚爭雄記》（兩卷）                                                  | 初版（一卷）由博益出版集團有限公司       |      |
| 1992年1月－1995年     | 《覆雨翻雲》 港版二十九卷 修訂珍藏版十二卷 臺灣時報版十二卷             |                                          |      |
| 1996年－2001年1月     | 《大唐雙龍傳》六十三卷 修訂珍藏版二十卷 臺灣時報版二十卷 云南人民版十卷 |                                          |      |
| 2001年－2005年中      | 《邊荒傳說》 港版四十五卷 臺灣時報版十五卷 蓋亞文化新編版十五卷         |                                          |      |
| 2012年11月-2014年4月  | 《盛唐三部曲》 《日月當空》十八卷                                       | 黄易出版社 臺灣時報出版社 湖南人民出版社 |      |
| 2014年5月－2015年10月 | 《盛唐三部曲》 《龍戰在野》十八卷                                       | 黄易出版社 臺灣蓋亞文化                  |      |
| 2015年11月－2017年7月 | 《盛唐三部曲》 《天地明環》二十二卷                                     | 黄易出版社 臺灣蓋亞文化                  |      |

### 漫畫編劇
- 《如來神掌》：聖甲風雲篇
- 《黃帝傳奇》：袁家寶主編，五期完結短篇作品。
- 《醉拳》：姜子牙迷城篇(450期前後)至第627期的劇情
- 《天子傳奇》：周世篇（至飄渺城前段劇情）、劉邦篇（至風雪盜金人前）

## 作品改編

### 电视剧
- 1990年無綫電視（TVB），劉錫明飾風亦飛、王敏明飾風玉蓮、羅嘉良飾風亦樂、張兆輝飾朱君宇、周慧敏飾唐劍兒 關秀媚飾慕青思

- 2001年無綫電視（TVB），莊偉健監製、古天樂飾項少龍、林峯飾趙盤／嬴政、宣萱飾烏廷芳、郭羨妮飾琴清

- 2004年無綫電視（TVB），林峯飾寇仲、吳卓羲飾徐子陵、楊怡飾李秀寧、唐寧飾師妃暄／石青璇、胡定欣飾婠婠、李倩飾宋玉致

- 2006年無綫電視（TVB），林峯飾風行烈、黃宗澤飾韓柏、佘詩曼飾秦夢瑤、郭羨妮飾靳冰雲、陳敏之飾虛夜月、姜大偉飾浪翻雲、郭政鴻飾龐斑

- 2011年中國中央電視台，陳國坤飾寇仲、方力申飾徐子陵、吳慶哲飾李世民、朱茵飾傅君婥/傅君瑜、鄭曉東飾宋師道、應采兒飾李秀寧

### 網絡劇
- 2017年优酷网，網劇版，藝術總監吳奇隆、梁國冠導演、陳翔飾項少龍、郭曉婷飾星雲

### 電影
- 2018年，2017年開拍。古天樂飾項少龍。

### 漫畫
- 大劍師：黃玉郎、邱福龍所作。全32期。
- 霹靂龍神：周聖、胡紹權所作。全12期。
- 樂王：曹志豪所作。兩回完短篇，隨尋秦記漫畫版連載時贈送。
- 域外天魔：夏偉義所作。精裝兩本完。
- 爾國臨格：何志文所作。精裝兩本完。
- 荊楚爭雄記：周聖所作。全20期。
- 尋秦記：廖福成所作。全199期。
- 大唐雙龍傳：黃玉郎、邱福龍、胡紹權、施嚴峰所作。全252期。
- 覆雨翻雲：廖福成、周聖、大衛兒製作第一部，全22期。第二部以「劍‧翻雲」為名連載，廖福成所作，全186期。
- 邊荒傳說：黃玉郎、葉明發(主編至35期)、陳佳華(第36期後接手)所作。全100期。

### 遊戲
- 1999年，破碎虛空：電腦遊戲，台灣智冠出品。
- 2001年，尋秦記：電腦遊戲，智冠電子角色扮演類單機遊戲。
- 2001年7月，大唐雙龍傳：次方科技製作，智冠科技發行的單機遊戲。
- 2006年12月27日，黃易群俠傳Online：線上遊戲
- 黃易群俠傳2
- 黃易派來的
- 黃易群俠傳M：手機遊戲

## 外部連結
- 時報悅讀網：黃易的玄幻時界 （页面存档备份，存于）
- 時報出版--黃易作者專區
- 科玄歷史武俠小說創始人──黃易 （页面存档备份，存于）
- 黃易小說改編遊戲──黃易群俠傳 （页面存档备份，存于）
- 黄易的新浪微博
- 黃易作品集的Facebook專頁
- 黃易在互联网电影资料库（IMDb）上的資料（英文）
- 黃易在香港影庫上的簡介
- 黃易在豆瓣上的资料（简体中文）
- 黃易在时光网上的簡介（简体中文）